# 24238 Adkerson
24238 Adkerson là một tiểu hành tinh vành đai chính với chu kỳ quỹ đạo là 1346.4418423 ngày (3.69 năm).
Nó được phát hiện ngày 7 tháng 12 năm 1999.